# 井坂優介
井坂 優介（いさか ゆうすけ、1988年5月2日 - ）は、日本の映画監督、脚本家である。茨城県かすみがうら市出身。立教大学現代心理学部映像身体学科卒業。

## 来歴
立教大学卒業後、アニメ制作会社に入社。テレビアニメ『新世界より』や『世界征服〜謀略のズヴィズダー〜』などで制作進行、テレビアニメ『四月は君の嘘』で設定制作を担当する。
その後、会社に勤めながら制作した初監督作『幽霊アイドルこはる』が「第37回ぴあフィルムフェスティバル」にノミネートされ、映画監督としてのキャリアをスタートさせる。
以降、美少女ホラーや奇抜なコメディを作風とした短編作品を立て続けに制作し、2017年に第4作目となる『千のひとつまえ』はロンドンのコメディ映画祭「London-Worldwide Comedy Short Film Festival」にて観客賞を受賞。
2018年には、星野零式主催のオムニバス『鉄ドン』で劇中作『デリバリー・キラー』を監督し、同作は「第28回ゆうばり国際ファンタスティック映画祭」で上映された。
2022年には、TikTokに投稿した縦型映画『魔法使い警部ちゃん』が第2回 「TikTok TOHO FilmFestival 2022」にて応募2000作の中からファイナリスト17作に入選。
2022年劇場公開の長編デビュー作『シャーマンの娘』では、その制作に際してクラウドファンディングを実施し、2,500,000円の資金調達に成功した。

## 作品

### 映画

#### 短編 監督作
- 幽霊アイドルこはる（2015） - 監督・脚本・撮影・編集[8]
- 奈落にて君を待つ（2016） - 監督・脚本・撮影・編集[9]
- TEN GOODBYES（2016） - 共同監督[10]
  - dead friend - 監督[11]
- 千のひとつまえ（2017） - 監督・脚本・編集[12]
- あんずちゃん（2017） - 監督・脚本[13]
- おとな鉄ドン シャバダバ無法地帯（2018） - 共同監督[14]
  - デリバリー・キラー - 監督・脚本・編集[15]
- 魔法使い警部ちゃん（2022） - 監督・脚本

#### 長編 監督作
- シャーマンの娘（2021） - 監督・脚本[7]

#### その他
- 自由を手にするその日まで（2018） - 出演[16]
- 脂肪の塊（2019） - 録音[17]

### アニメ
- 新世界より（2012） - 制作進行（1話・5話・10話・17話・22話）
- 世界征服〜謀略のズヴィズダー〜（2014） - 制作進行（2話・8話）[3]
- 四月は君の嘘（2014） - 設定制作